# Голуб
Голуб (лат. Columba) је род птица из истоимене породице. Обухвата 33—35 врсте распрострањене у Азији, Африци и Европи.

## Галерија

### Хронологија једне „породице голубова” у Нишу у лето 2018. године
- Голубица је снела јаја почетком јула 2018. године, а 2 голубића су се излегла средином јула 2018. године
- Два младунца голуба у гнезду (поред терасе) 23. јула 2018. године
- Младунци су се осамосталили и почели да лете око 20. августа 2018. године (У почетку са мајком а касније у пару...)